# Pyrocoelia enervis
Pyrocoelia enervis là một loài bọ cánh cứng thuộc họ Đom đóm (Lampyridae). Loài này được E. Olivier miêu tả khoa học năm 1909.